# Kabnur
Kabnur é uma vila no distrito de Kolhapur, no estado indiano de Maharashtra.

## Demografia
Segundo o censo de 2001, Kabnur tinha uma população de 28,223 habitantes. Os indivíduos do sexo masculino constituem 53% da população e os do sexo feminino 47%. Kabnur tem uma taxa de literacia de 73%, superior à média nacional de 59.5%: a literacia no sexo masculino é de 79% e no sexo feminino é de 65%. Em Kabnur, 13% da população está abaixo dos 6 anos de idade.